# Archidiocèse de Bari-Bitonto
L' archidiocèse de Bari-Bitonto (en latin : Archidiœcesis Barensis-Bituntina ; en italien : Arcidiocesi di Bari-Bitonto) est un archidiocèse métropolitain de l'Église catholique d'Italie appartenant à la région ecclésiastique des Pouilles.

## Territoire
Il est situé dans une partie de la ville métropolitaine de Bari, l'autre partie de cette ancienne province de Bari étant dans les diocèses d'Altamura-Gravina-Acquaviva delle Fonti, de Molfetta-Ruvo-Giovinazzo-Terlizzi, de Conversano-Monopoli qui sont suffragants tout comme le diocèse d'Andria et l'archidiocèse de Trani-Barletta-Bisceglie. Son territoire est de 1 264 km2 divisé en 126 paroisses regroupées en 13 archidiaconés.
L'évêché est à Bari où est située la cathédrale de Saint-Sabin ; à Bitonto, la cocathédrale de Bitonto rappelle le souvenir du diocèse de Bitonto. Le diocèse possède 3 basiliques mineures : la basilique San Nicola de Bari, la basilique pontificale des Santi Medici à Bitonto, la basilique de santa Maria del Pozzo (it) à Capurso.

## Histoire
L'archidiocèse actuel est le résultat de la fusion le 30 septembre 1986 de l'archidiocèse de Bari et du diocèse de Bitonto par le décret Instantibus votis de la congrégation pour les évêques. Le nouveau diocèse prend son nom actuel à la suite de cette union.

### Archidiocèse de Bari
La première information historiquement fiable sur le diocèse de Bari remonte au IVe siècle quand l'évêque Gervasio prend part au concile de Sardique de 342 à 344. En 465, son successeur, Concordio, est au synode romain. En 530, le diocèse est élevé au rang d'archidiocèse métropolitain soumis au patriarcat de Constantinople. Au VIIIe siècle au XIe siècle, l'archidiocèse de Bari qui est sous la domination directe de l'Empire byzantin, adopte le rite byzantin dont les traces subsistent jusqu'au XVIe siècle. Avec le rite byzantin, le calendrier liturgique de l'Église de Bari fait mémoire des saints orientaux célébrés selon le calendrier byzantin, et la cathédrale de Bari lit jusqu'au XXe siècle l'évangile et l'épître en latin et en grec.
Au IXe siècle, après la dévastation des Sarrasins dans les Pouilles, la ville de Canosa est détruite et Angelario, évêque de cette ville en 844, se rend à Bari avec les reliques des saints Rufin, Memor et Sabin de Canosa ; ce dernier devient le saint patron du diocèse de Bari et le pape Serge II confère à Angelario le titre d'évêque de Bari et de Canosa, titre que les archevêques de Bari conservent jusqu'à la récente réorganisation des diocèses en 1986. En 933, le pape Jean IX accorde l'usage du pallium à l'archevêque de Bari et, au bout d'un siècle, tout lien avec Constantinople est annulé, en faveur de Rome.
L'archevêque Bisanzio (1025-1035) obtient du Pape le privilège de consacrer les évêques des sièges suffragants. Il commence également la construction de la nouvelle cathédrale dédiée à saint Sabin, détruite en 1156 par Guillaume Ier de Sicile. Au XIe siècle, deux synodes ont lieu à Bari, le premier, en 1064, est présidé par Arnoldo, vicaire du pape Alexandre II.
Dans ces mêmes années, l'archevêque Ursone (1078-1089) préfère le siège de Canosa. Par conséquent, lorsqu'en 1087 des marins envoient les reliques de saint Nicolas de Myre, il les confie à un monastère bénédictin. C'est seulement en 1089, avec la mort d'Ursone et l'élection comme archevêque de l'abbé bénédictin Élie, que commence la construction de la basilique San Nicola de Bari, qui est consacrée la même année par le pape Urbain II, dont la construction est encore largement en cours. À cette occasion, le pape lui-même dépose dans la cathédrale les reliques de saint Nicolas de Bari, nouvellement arrivées d'Orient.
Quelques années plus tard, en 1098, Urbain II revient à Bari pour célébrer un synode ayant pour but le rapprochement entre l'Église d'Orient et le siège apostolique de Rome. Bari joue un rôle important dans le dialogue entre chrétiens d'Orient et d'Occident en raison de la présence des reliques de saint Nicolas. 183 évêques sont présents au synode, parmi eux saint Anselme d'Aoste qui se distingue pour ses positions sur l'utilisation de l'élévation de l'hostie et la procession du Saint-Esprit (la querelle du Filioque). Néanmoins, le synode ne donne pas les résultats désirés et les distances doctrinales sont accentuées.
Après l'archevêque Rainaldo, qui donne l'impulsion à la reconstruction de la cathédrale détruite par Guillaume Ier, l'archevêque Romualdo Grisoni (1280) se distingue également par la restauration et la construction d'églises. En 1377, l'archevêque de Bari Bartolomeo Prignano, devient plus tard le pape Urbain VI, qui ne vit jamais la ville. Au XVIIe siècle, Diego Sersale (1638) restructure la cathédrale à ses frais et promeut la construction du palais épiscopal et du séminaire.
Après le concordat de 1818 entre le Saint-Siège et le royaume des Deux-Siciles, les diocèses se trouvant sur le territoire de ce dernier font l'objet de fusions et d'agrégations. À cette occasion, le diocèse de Bitetto (it) est agrégé à l'archidiocèse de Bari le 27 juin 1818 par la bulle pontificale De utiliori du pape Pie VII.

### Diocèse de Bitonto
Tout comme celui de Bari, le diocèse de Bitonto a son origine qui remonte à l'époque de la pleine conversion des Pouilles. Le 1er évêque de Bitonto dont nous avons des informations détaillées, est Arnolfo en 1087. En 1151 et 1172 le siège de Bitonto est confirmé comme suffragant de l'archidiocèse de Bari respectivement par Eugène III et Alexandre III.
Parmi les évêques de Bitonto, on peut citer entre autres, Théodoric Borgognoni, auteur d'ouvrage de médecine. Enrico Minutoli (1382) plus tard cardinal ; Cornelio Musso (1544) conventuel qui s'est distingué au concile de Trente où il a prononcé le sermon d'ouverture, Alessandro Crescenzi (1652) d'une importante famille romaine, qui est créé cardinal en 1675.
En 1703, le chapitre de la cathédrale proclame l'Immaculée Conception comme patronne principale de la ville et du diocèse. Le saint patron du chapitre était saint Valentin de Terni dont le culte est introduit à Bitonto par l'évêque Guillaume de Viterbe au douzième siècle.
Par la bulle De utiliori du pape Pie VII du 27 juin 1818, le diocèse de Bitonto est uni aeque principaliter à celui de Ruvo.

### Archidiocèse de Bari-Bitonto
L'union des diocèses de Bitonto et de Ruvo dure jusqu'en 1982 ; en effet, le 30 septembre de cette année-là, le Saint-Siège procède à la nomination de deux évêques distincts pour les deux sièges. Andrea Mariano Magrassi, qui est déjà archevêque de Bari, est nommé évêque du diocèse de Bitonto, de cette façon Bari et Bitonto sont unis in persona episcopi.
Le 30 septembre 1986, par le décret Instantibus votis de la congrégation pour les évêques, les deux sièges sont unis et la nouvelle circonscription ecclésiastique prend son nom actuel. En même temps, l'archidiocèse de Bari cède la municipalité de Santeramo in Colle au diocèse d'Altamura-Gravina-Acquaviva delle Fonti.
À l'occasion du XXIVe congrès eucharistique national qui se déroule du 21 au 29 mai 2005, au cours duquel le cardinal Camillo Ruini intervient comme légat pontifical, l'archidiocèse de Bari-Bitonto est la destination du premier voyage apostolique de Benoît XVI après son élection comme pape.

## Sources
- (en) Catholic-Hierarchy

- (it) Cet article est partiellement ou en totalité issu de l’article de Wikipédia en italien intitulé « Arcidiocesi di Bari-Bitonto » (voir la liste des auteurs).